# 성선임
성선임(成膳任, 일본어: ソニン 소닌[*],Sonim, 1983년 3월 10일~)은 대한민국의 가수이자 배우이다. 일본에서 활동하는 재일 한국인 3세로 국적은 대한민국, 본적은 경상남도 거창이다.

## 생애
2000년 일본에서 연예계에 데뷔한 이후 현재까지 가수, 드라마, 영화, 연극, 뮤지컬, 버라이어티, 방송사회자등의 광범위한 활동을 보이고 있다. 2006년부터는 한국 드라마 천국의 나무에 출연하고, 같은해 9월, 디지털싱글 후애(後愛)로 한국에 가수로 데뷔하였다. 최근에는 일본에서 뮤지컬 미스 사이공, 뮤지컬 렌트 등의 캐스팅으로 무대배우로서의 입지를 확고히 하고 있다.
부모님이 '맛있는 밥을 지을 수 있는 사람이 되었으면' 하는 뜻으로 그녀에게 '선임'(膳任)이라는 이름을 지었다고 한다. 일본에서 사용하는 예명 '소닌'(ソニン)은 '선임'이란 이름의 가타카나 표기이며, 일본 연예계에서 처음으로 자신의 한국 이름 그대로 데뷔했다.
사진 찍기와 과자 만들기가 취미이며, 환경문제나 성소수자, 3세계 빈곤아동 문제에 관심이 많아 관련 행사에도 적극적으로 참여하고 있다.

## 학력
- 시코쿠 조선초중급학교(四國朝鮮初中級學校)
- 고베 조선초중급학교(神戸朝鮮初中級学校)
- 고베 조선고급학교(神戸朝鮮高級学校)
- 도쿄 도립 신주쿠 야마부키 고등학교(東京都立新宿山吹高等学校) 편입

## 약력

### EE JUMP
1999년
- 업프론트사에 오디션을 받아 합격하지 못했지만, 당시 심사위원이자 모닝구무스메의 매니저였던 와다 카오루(和田薫)가 그녀를 발탁, 와다 카오루가 업프론트에서 독립, 새로 만든 회사 Harmony Promotion에 소속되어 가수 트레이닝을 받았다.

2000년
- 10월 18일 고토 마키(모닝구무스메 멤버)의 남동생 유우키와 함께 EE JUMP로 데뷔, 타이틀 곡은 「Love is Energy!」

2001년
- 3번째 싱글 「おっととっと夏だぜ!」는 오리콘 순위 5위를 기록, 다음 전개가 기대되었지만, 그 다음 싱글 발매 시기에 유우키가 무단실종 사건을 일으킨 뒤 근신하게 되고, EE JUMP의 활동도 잠시 쉰다. 이 사건을 계기로 잠시 「EE JUMP feauturing Sonim」으로 솔로 활동을 했다.

2002년
- 2월 유우키가 복귀한 뒤, EE JUMP로서 활동을 재개, 싱글을 발표하며 EE JUMP의 첫 번째 앨범이 발표될 예정이었으나 4월, 유우키가 캬바쿠라(성인클럽)에 출입하는 것이 잡지에 발각되며, 이로 인해 유키는 탈퇴하며 EE JUMP의 첫 앨범은 발매 중지되고, 듀엣은 해체되었다.

### SONIM
2002년
- 8월 「카레라이스의 여자」로 솔로로 활동을 재개, 이듬해 2월, 제40회 골든애로우상 음악 신인상을 수상한다. 그 시기, TBS 「우타방」의 기획으로 솔로 1,2 싱글 출시와 맞물려「코우치~한국마라톤」「5만6천 개의 도미노 혼자 쌓기」등의 힘든 도전을 수행.

2003년
- 1월 TBS 드라마 「고교교사」를 통해 배우로서도 활동을 개시, 연기자로도 주목을 받기 시작.
- 6월6일~7월13일 선임 퍼스트 콘서트 투어「華」(전국 8개소 공연),같은 시기, 드라마 「元カレ」출연

2004년
- 1월 6,10,18일 선임 콘서트 투어 2004「ALIVE」(토쿄,아이치,오사카). 같은 시기, 메이저 음반사 토이즈팩토리와의 계약이 끝난 선임은 인디즈 레이블로 CD 발매를 위해 전국 100개소 게릴라 라이브를 같이 감행,「우타방」에서 해당 투어를 방송.

- 2월 인디즈레이블 첫 싱글,「ほんとはね。」발표. 같은 소속사 요리코의 커버곡. 이 싱글을 기점으로 EEJUMP 시절부터 함께해왔던 프로듀서 층쿠와도 결별을 하게 됨.

- 6~7월 선임 콘서트 투어 2004「うた」,같은시기, 드라마 TBS「동경만경」에서 재일교포 「이기향(노리카)」역으로 출연

- 7월「한일음악페스티벌」에서 한국에서 첫 공연. 데뷔할 때부터 한국에서 공연하고 싶다고 생각했던 꿈을 처음으로 실현.

- 9월 솔로 6번째 싱글,「직소퍼즐」에서 한국어로 포지션의 I LOVE YOU(원곡:오자키유타카)를 커버. 선임의 첫 번째 정식 한국어 곡

- 11월「8인의 여자들」로 연극 무대에 첫 데뷔.

2005년
- 1월 솔로7번째 싱글「あすなろ銀河」 발표, 5월 라이브에서 자신의 첫 작사작곡 노래를 발표.

- 7월 Tv Tokyo 드라마 「가장 어두운 것은 동 트기 전」에 주연으로 출연. 드라마 엔딩에 자신의 곡「小さな夜旅」사용

- 일본 웹사이트 JOCOSO 에 미니홈피를 개설하여 매일 사진과 함께 일기를 작성해오고 있음.(현재는 ameblo 블로그로 이전.) 당시, 소식을 듣고 많은 한국팬들이 방문하자 선임은 서툰 한국어로 한국팬들에게 인사글을 작성하기도 했다

- 영어교육방송 「GoGoEigo」에 레귤러 출연. 학생시절 전일본 학생 영어 스피치 경연대회에서 우승한 경력을 살림.

- 드라마 「여자의 일생」,「電車男 Special」출연

- 예능방송의 기획으로 일본 예능인 치어댄스부 주장으로 발탁.

2006년
- 1월 한국 드라마 SBS「천국의 나무」에 「미카」역으로 박신혜, 이완과 함께 출연, 일본 올로케로 나가노, 도쿄 등지에서 촬영했으며 드라마 공식 페이지의 메이킹필름에서 한국어로 팬들에게 인사를 건네기도 함. 크랭크 업 파티에서 많은 눈물을 흘렸다고 함.

- 3월 DVD영상집 「digi+KISHIN 선임」발매. 한복을 입고 동경시내를 달리는 장면이 화제가 됨.

- 6월 2003년 일본에서 발매되었던 만화책「소닌이야기」의 번역판이 한국에서 정식 출간.

- 9월 영화「백댄서즈!」가 공개, 4명의 주연 중 한 명으로 미혼모 댄서역할을 하며 연기력에서 호평.

- 9월 한국에서 처음으로 가수 데뷔. 타이틀 곡은 「후애(後愛)」-「카레라이스의 여자」 한국어 버전, 디지털 싱글로 발매. m.net mcountdown 무대로 라이브를 불렀고, 짧은 기간 한국에 방문해 잡지와 케이블방송등의 매체로 홍보활동을 함.

- 예능방송의 기획으로 일본 예능인 치어댄스부 주장 재임. 칸사이권 치어리더 대회 3위 입상.

- NHK 복지방송 「하트를 잇자」의 사회자로 출연 시작. 관련 방송에서 한글과 한문이 섞인 "人類다같해(다같아)"라는 문장을 붓글씨로 써서 보여줌.

2007년
- 1월 브로드웨이 뮤지컬 「스위니 토드」뮤지컬 첫 출연, 죠안나 역

- 5월 연극 「피의혼례」주연 , 「스위니 토드」와 「피의혼례」를 통해 매스컴에 무대 연기자로서 확실한 인정을 받기 시작.

- 9월 한국에서 HowL과의 듀엣곡 「사랑이야기」디지털 싱글 발표,

「사랑이야기」는 Glen Medeilos & Elsa의「Friends you give me a reason」을 커버한 곡.
- 11월 오사와 아카네(大沢あかね)와 스페셜유닛 「Tomboy」결성, 한국그룹 쥬얼리의 「SuperStar」를 커버한 싱글 발표

2008년
- 1월~2월 브로드웨이 뮤지컬 Dirty Rotten Scoundrels에 크리스틴 역으로 출연

- 7월~8월 세계 4대 뮤지컬 중 하나 「미스 사이공」에 주인공 킴 역으로 출연.

2009년
- 4월 Miss Sigon 종연 후, 기존 소속사 Harmony Promotion에서 NASA ENTERTAINMENT 로 이적.

- 10월~11월 연극「헨리-6세」에 잔다르크 역으로 출연. 3부작.

2010년
- 1월 영화「골든슬럼버」출연.

- 3월 5년만의 LIVE 콘서트「SONIM Cafe Vol.1」

- 4월 Japanese musical「戯伝写楽」출연.

- 6월 연극「away in the live」출연. 같은시기, 자신의 고향 코치현의 요사코이 마츠리에 자신이 직접 프로듀스한 팀으로 참가.

- 10월~12월 뮤지컬「RENT」출연

2011년
- 9월 24일 BS후지 드라마「P&G 판텐드라마스페셜2011・포르티시모 다시 만나는 날을 위하여」에서 오오니시 사츠키역으로 출연

- 5월~7월 연극「스위니 토드」출연

2012년
- 5월11일~13일「브로드 웨이 뮤지컬 라이브2012」출연

- 5월22일~7월10일 NHK 드라마10「첫사랑」에서 아오야마 치카역으로 출연중

- 가을 영화 「綱引いちゃった!」출연예정

- 10월~12월 뮤지컬「RENT」출연예정

## 음악

### 싱글 (EE JUMP)
- [LOVE IS ENERGY] (2000/10/18) - 오리콘 18위

2000년, EE JUMP라는 그룹의 일원으로 성선임은 첫 가수 데뷔를 하게 된다. [LOVE IS ENERGY]는 EE JUMP의 데뷔곡. 처음 데뷔했을 때부터 재일코리안임을 일본매스컴에 숨기지 않고 데뷔했다는 데 의의가 있는 싱글. 데뷔 초기에는 같은 그룹의 멤버 "고토유우키"가 "모닝구무스메"의 인기 아이돌 "고토마키"의 동생이라는 것이 화제가 되었다.
- [Hello!新しい私 / Hello!새로운 나] (2001/1/24) - 오리콘 17위

EE JUMP는 고토유우키로 화제가 되긴 했으나, CD자켓에 사진 비율로 그녀가 EE JUMP의 리더임을 전면적으로 부각시킨 싱글. 실질적으로 노래의 80%는 선임이 부르고 있으며, 유우키는 랩파트를 맡고 있었다.
- [おっととっと夏だぜ！ / 아차차차 여름이다!] (2001/5/16) - 오리콘 5위

그녀가 EE JUMP로 낸 싱글 중 최고의 힛트곡, 발라드, 랩, 댄스, 엔카, 오페라의 장르를 불문하는 특이한 곡에, 코믹한 안무, 그리고 아크로바틱한 선임의 백점프(일본의 여자 가수 중 최초) 등이 화제가 되어 상위권에 랭크한다.
JPOP의 기둥이라 할 수 있는 Southern all stars의 리더, 쿠와타 케이스케가 자신의 CF에서 응원해 준 곡이기도 하다.
- [イキナリズム / 이키나리즘] (2001/8/29) - 오리콘 14위

전작의 분위기와 인기를 이어서, 랩만 하던 유우키도 노래를 같이 하면서 특이한 안무와 분위기로 승부하려던 곡이었다. 유우키가 이벤트 전 무단 이탈로 유우키는 휴업을 하게 되고, 선임은 홀로 활동하게 되며 곡은 전작의 인기를 이어가지 못한 비운의 곡.
이키나리즘의 PV에는 선임이 한국 축구 대표 유니폼을 입고 출연하는 장면이 나온다.
- [WINTER~寒い季節の物語~ / WINTER~추운 계절의 이야기~](2001/11/28) - 오리콘 10위

EE JUMP유우키의 휴업 중 EE JUMP Featuring Sonim이라는 이름으로 낸 첫 솔로곡. PV는 -20도의 냉동고에서 촬영되었다고 한다.
- [青春のSUNRISE / 청춘의 SUNRISE] (2001/3/6) - 오리콘 12위

EE JUMP의 마지막 싱글, 유우키가 복귀하고 나서 의욕적으로 다시 낸 싱글이었지만, 싱글 발표 직후 얼마 후 유우키가 캬바쿠라를 출입하는 것이 파파라치 잡지, 프라이데이에 실려서 유우키는 스스로 탈퇴하고 EE JUMP는 공중분해 된다.
이 시기, EE JUMP의 첫 앨범,[EE JUMP COLLECTION 1]을 출시 준비 중이었으나 그것도 출시하지 못하게 되고 그 이전의 EE JUMP 싱글들도 모두 폐반이 되고 만다.

### 싱글 (SONIM)
- [カレーライスの女 / 카레라이스의 여자](2002/8/21) - 오리콘 8위

EE JUMP 해산 후의 첫 싱글, 이 싱글을 발표하기 전, 동료 멤버 유우키의 오명으로 TV 출연이 희미해지고, 음반을 준비하면서도 낼 수 있을지 잘 모르는 상태에서 그녀의 기획사는 두 가지 초강수를 두게 된다.
첫 번째는 가수를 지속하려는 의지를 보여 달라는 우타방의 기획 아래 자신의 고향 코우치에서 할아버지의 고향 한국 거창까지 570 킬로미터를 달리게 된 것이다.
두 번째는 당시 화제가 되었던 알몸에 에이프런 쟈켓과 프로모션 비디오. 보통의 여자 가수라면 손을 내저었을 두 가지 상황을 그녀는 다시 노래하기 위해 모두 하게 된다.
c/w에는 미발매 앨범 [EE JUMP COLLECTION 1]에 수록될 곡이었던 선임의 솔로 악곡 “愛はもっとそうじゃなくて / 사랑은 좀 더 그렇지 않아서”가 수록되고 있다.
- [津輕海峽の女 / 츠가루 해협의 여자] (2002/11/20) - 오리콘 9위

c/w에는 미발매 앨범 「EE JUMP COLLECTION 1」에 수록될 곡이었던 「MISSING YOU」가 선임 Version으로 수록되고 있다.
MISSING YOU의 랩은 츤쿠♂가, 코러스는 요리코(당시 같은 사무소였음)가 참가하고 있다.
- [東京ミッドナイトロンリネス / 동경 미드나잇 론리네스] (2003/4/16) - 오리콘 7위

마이크 스탠드 퍼포먼스로 화제가 된 곡. 프로모션 비디오로 타케후지의 유명한 CM(레오타드 모습의 여성 댄서가 춤춘다)을 패러디.
c.w에는 [夏が來ない / 여름이 오지 않아] 수록
- [合コン後のファミレスにて / 미팅후의 패밀리 레스토랑에서] (2003/10/8) - 오리콘 9위

토이즈 팩토리에서의 마지막 곡이자 포크송에 처음 도전한 곡, 아이돌에서 아티스트로 변화하는 느낌을 주고 있었다.
c/w에는 미발매 앨범 「EE JUMP COLLECTION 1」에 수록될 곡이었던 [ADA BOY & DA GIRL]이 선임 Version으로 수록되고 있다.
이 시점에서 미발매 앨범 「EE JUMP COLLECTION 1」수록곡은 유우키의 솔로 악곡 [下町育ちの僕だから / 변두리 태생의 나이니까]
이 밖에는 모두 발표한 것이 된다.
- [ほんとはね。/ 사실은요] (2004/2/11) - 오리콘 12위

토이즈 팩토리에서 EE JUMP의 미발표곡 모두를 싱글로 낸 이후, 계약 연장이 이루어지지 않은 선임은 이 곡을 인디즈로 내놓게 된다.
우타방 기획의 일본 전국 100개소 라이브를 통해 곡을 홍보한 것이 화제가 되었다.
ほんとはね。의 DVD를 수록.
- [ジグソ-パズル(직소퍼즐) / I LOVE YOU] (2004/9/15) - 오리콘 9위

싱글로서는 최초로 자켓에 c/w 곡의 제목을 동시에 표기해 발표한 음반
(I LOVE YOU 한국어 버전은 인디즈 데뷔 전부터 라이브에서 선을 보인 것이 팬들의 많은 요청에 의해 음반화되었다고 한다.)
같은 사무소의 그룹, THETA가 만들고 선임 자신의 연주로는 처음으로 음반 기타 믹싱에 참여한 [직소퍼즐]과
오자키유타카가 만들고 포지션이 그것을 한국어로 리메이크한 [I LOVE YOU]를 Two top으로 발표.
특히 초저예산으로 장소의 변화 없이 기타 하나만 들고 찍은 I LOVE YOU의 PV는 그녀의 조국, 한국에서 커다란 가치로 받아들여졌다.
이 음반으로 아티스트적으로도 더욱 성숙한 모습을 보여줬으며, 팬들은 일본과 한국 양쪽에서 글로벌한 가수로서의 가능성을 보여준 명반 중의 하나로 평가한다.
- [あすなろ銀河 / 아스나로 은하] (2005/1/13) - 오리콘 18위

스키마스잇치가 작사 작곡한 슬로우 발라드 곡, 아스나로 은하의 "아스나로"의 뜻은 "明日にはなろうだろー아스니와 나로우다로"의 줄임말로 "내일에는 이루어진다"라는 의미. 애니메이션 "피치걸"의 엔딩 테마로 쓰였다.
이 곡의 믹싱에서 그녀는 기타와 드럼을 직접 연주했다.
아스나로 은하의 프로모션 비디오는 총 러닝타임이 9분에 달하는 한국의 영화식 뮤비스타일을 채용.
c/w 곡은 古内東子의 [誰より好きなのに / 누구보다 좋아하는데]를 커버.
- [小さな夜旅 / 작은 밤의 여행] (2005/9/14)

선임이 주역 중 하나로 출연한 Tv Tokyo의 심야 드라마, [가장 어두운 것은 새벽전]의 엔딩 테마로 쓰인 곡, 다운로드 한정 판매 형식의 디지털 싱글로 발매되었다.
작사 작곡은 스키마스잇치.
- [後愛 / 후애] (2006/9/25)

성선임의 한국 가수 데뷔 싱글, 일본에서 발표한 '카레라이스의 여자'를 한국어로 개사한 곡,
CJmusic에서 다운로드 판매 형식의 디지털 싱글로 발매되었다.
이전에 한국 매스컴에서는 카타카나 표기 ソニン을 그대로 읽은 '소닌'으로 불리고 있었으나 데뷔 후 인터뷰에서 그녀는 기자의 '소닌씨'라는 호칭에 "선임, 선임이에요." 라고 하며 자신의 정확한 이름을 말해주었다고 한다.
단 하나의 곡과, M.net의 Mcountdown의 단 한 번의 데뷔 무대 이후 다시 일본으로 돌아가야 했지만, 곡의 "날 잊지마"라는 가사는 언젠가 그녀가 또 다시 돌아올 날을 기약하는 듯한 느낌과 오버랩이 되고 있었다.
이 곡으로 그녀는 Jpop아티스트만이 아닌 Kpop아티스트의 범위까지 들어서게 된다.

### 앨범
- [華/하나] (2003/5/14)

츤쿠♂프로듀스에 의한 첫 앨범. EE JUMP 시대의 노래도 두 곡 포함.
"팔리지 않으면 곤란합니다"라고 하는 충격적인 TV-CM도 화제가 되었다.
타이틀 「華」는 일본어로 "華"의 훈독이 '하나'이고 한국어로 "1"을 의미하는 "하나"와 음이 같다는 점에서 착안했다.
"미팅 후의 패밀리 레스토랑에서" 전까지의 히트곡을 모은 Best격의 앨범.
앨범만의 수록곡으로는 好きな人だから, 國領, 奮起せよ!, 平凡的女子な条件, SEE YOU !

### 그외 음반
- [Tribute to Avril Lavigne](2006/10/25)

일본의 가수들이 모여 만든 에이브릴 라빈의 트리뷰트 앨범
선임은「Anything but ordinary」를 노래했다.
- [HowL / 우리가 사랑했다면] (2007/9/19)

HowL과 듀엣곡「사랑이야기」가 커플링곡으로 수록
녹음은 일본에서 진행되었다. 디지털 싱글로 발매.
- [tomboy / Superstar] (2007/11/14)

2007년 가을 오오사와 아카네와 스페셜유닛 tomboy를 결성, 한국의 쥬얼리가 부른 Superstar를 일본에서 리메이크하였다.
오오사와 아카네와 선임은 연예인 치어리더부에서 만난 뒤, 나중에 아카네로부터 "선임이 굉장히 열정적인 사람이기에, 같이 하고 싶다"라는 이야기를 들어, tomboy를 결성하게 되었다고 한다.
tomboy라고 이름 짓게 된 것은 두 사람 다 성격이 "말괄량이" 같은 면이 있어 그것을 영어로 tomboy라고 짓게 되었다고.

노래에서 주목되는 것은 쥬얼리와는 다른 섹시한 분위기의 노래와 안무, 그리고 중간에 한국어로 선임이 나레이션을 하는 부분이 있다.

### DVD
- [ソニンコレクション / Sonim Collection] (2004/3/17)

토이즈팩토리 시절(EE JUMP 포함)의 프로모션 비디오 모음집
- [digi+Kishin ソニン / digi+Kishin Sonim] (2006/3/1)

유명 사진 작가 "시노야마 키신"이 담아낸 선임의 2006년 영상화보집
"오로지 달린다"라는 것을 주제로 DVD 전체에 흐르는 내용은 은유적으로 그녀가 지내온 날들과 자신의 정체성에 대한 내용을 담아내고 있는 듯이 보인다.
치마저고리를 입고 동경시내를 달리는 장면이 유명.
DVD에는 CD 등에서는 발표하지 않았던 선임의 곡이 두곡 수록되어 있다.
수록곡 [FRIENDS(한국어)], [あなたがくれた日び / 당신이 준 날들]

## 출연작품
- *표시는 DVD 발매 완료

### 연속극 드라마
- 고교교사*(高校敎師)(2003년, TBS)
- 옛 남자친구*(2003년,TBS)
- 동경만경*(2004년, 후지TV)
- 가장 어두운 것은 동트기 전*(2005년, 테레비 도쿄)
- 천국의 나무*(2006년, sbs)
- 사랑은 친가에서 싹틀 수 없어* (2006년, NETCINEMA 웹 드라마)
- Judge ~섬 재판관의 분투기~ (2007년, NHK) 4화 (게스트 출연)
- 고대소녀 도그짱 (2009년, MBS)
- 첫사랑 (2012년, NHK)

### 단편 드라마
- 천국에의 응원가 치어즈~치어리딩에 건 청춘~]*(2004년, 니혼테레비)
- 별에 소원을(2004년, NHK)
- 전차남 ~ 또 하나의 최종회 스페셜~* (2005년, 후지테레비)
- 3일 연속드라마・마지막편 악녀의 일생~연기와 결혼한 악녀 杉村春子의 생애～(2005년, 후지테레비)
- 전차남 디럭스 ~최후의 성전~ (2006년, 후지테레비)
- P&G 판텐드라마스페셜2011・포르티시모 다시 만나는 날을 위하여(2006년, BS후지)

### 영화
- 아아!단독주택 프로레슬링*(2004년, 유바리국제 환타스틱 영화제 초대작품)
- 공중정원*(2005년 10월, 키네마순보 선정 올해의 영화 베스트10)
- 백댄서즈!*(2006년 9월, 개봉 첫주 일본 박스오피스 7위)
- 염신전대 고온저 BUN!BUN!BAN!BAN!극장BANG!(2008년 8월)
- 뱀에게 피어싱(2008년 9월)
- 골든슬럼버 (2010년 1월)
- 綱引いちゃった!（2012년 가을공개）

### 극장판 애니메이션
- 모아나 2 (2024년 12월 6일) - 마탕이

### 연극/뮤지컬
- 8인의 여자들(2004년)
- 스위니 토드(2007년)
- 피의 혼례(2007년)
- 나쁜녀석들(2008년)
- 미스사이공(2008년~2009년)
- 헨리 6세 (2009년)
- 戯伝写楽 (2010년)
- away in the live (2010년)
- RENT (2010년)
- 스위니 토드(2011년)
- 브로드웨이 뮤지컬 라이브2012(2012년)
- RENT (2012년 겨울예정)
- 식스 더 뮤지컬 (2025년)

### TV(고정출연)
- 笑う犬の冒険 -SILLY GO LUCKY!-(후지테레비) (2000년~2001년)
- GO!GO!EIGO!(BS후지) (2005년)
- 타케야마선생(테레비토쿄) (2006년~2007년)
- 하트를 잇자(NHK 교육 텔레비전) 사회자 (2006년~)
- 드림프레스사(TBS) (2006년~)
- こうたろ(요미우리 TV 방송) (2007년)
- Shibuya Deep A(NHK 위성 제2텔레비전) (2007년~2008년 3월)

### CF
- 코나미의 플레이스테이션2용 게임 '캐슬베니아'
- 일본롯데 서플리먼트 껌 'TE-A-TE'
- ECC 쥬니어 / 외국어 학원
- 에리에르 UFU 티슈

## 수상,기록
- 제13회 전국 고교생 영어 스피치 콘테스트 우승
- 제40회 골든애로우상 음악신인상
- 제36회 일본 TV 드라마 아카데미 신인배우상
- 1인도미노 일본신기록달성
- 칸사이권 단체치어리더 대회 3위 입상